# Collegio di Birmingham Hodge Hill
Birmingham Hodge Hill è stato un collegio elettorale situato a Birmingham, nelle Midlands Occidentali, e rappresentato alla Camera dei comuni del Parlamento del Regno Unito. Eleggeva un membro del parlamento con il sistema first-past-the-post, ossia maggioritario a turno unico; il collegio è stato abolito in occasione della revisione periodica del 2024.

## Estensione
- 1983–2010: i ward della Città di Birmingham di Bordesley Green, Hodge Hill, Shard End e Washwood Heath.
- 2010–2024: i ward della Città di Birmingham di Hodge Hill, Shard End e Washwood Heath.

## Membri del parlamento
| Elezione | Elezione   | Deputato         | Partito          |
| -------- | ---------- | ---------------- | ---------------- |
|          | 1983       | Terry Davis      | Laburista        |
| 2004 (S) | Liam Byrne |                  | Laburista        |
|          | 2024       | Collegio abolito | Collegio abolito |

## Elezioni

### Elezioni negli anni 2010
| Partito                    | Partito                                | Candidato                  | Risultati 12 dicembre 2019 | Risultati 12 dicembre 2019 |
| Partito                    | Partito                                | Candidato                  | Voti                       | %                          |
| -------------------------- | -------------------------------------- | -------------------------- | -------------------------- | -------------------------- |
|                            | Laburista                              | Liam Byrne                 | 35 397                     | 78,65                      |
|                            | Conservatore                           | Akaal Singh Sidhu          | 6 742                      | 14,98                      |
|                            | Brexit                                 | Jill Dagnan                | 1 519                      | 3,38                       |
|                            | Lib Dem                                | Waheed Rafiq               | 760                        | 1,69                       |
|                            | Verdi                                  | Sylvia McKears             | 328                        | 0,73                       |
|                            | Popoli Cristiani                       | Hilda Johani               | 257                        | 0,57                       |
|                            |                                        |                            |                            |                            |
| Iscritti                   | Iscritti                               | Iscritti                   | 78 295                     | 100,00                     |
| ↳ Votanti (% su iscritti)  | ↳ Votanti (% su iscritti)              | ↳ Votanti (% su iscritti)  | 45 003                     | 57,48                      |
| ↳ Astenuti (% su iscritti) | ↳ Astenuti (% su iscritti)             | ↳ Astenuti (% su iscritti) | 33 292                     | 42,52                      |
|                            |                                        |                            |                            |                            |
|                            | Esito: collegio confermato a Laburista |                            |                            |                            |

| Partito                    | Partito                                | Candidato                  | Risultati 8 giugno 2017 | Risultati 8 giugno 2017 |
| Partito                    | Partito                                | Candidato                  | Voti                    | %                       |
| -------------------------- | -------------------------------------- | -------------------------- | ----------------------- | ----------------------- |
|                            | Laburista                              | Liam Byrne                 | 37 606                  | 81,06                   |
|                            | Conservatore                           | Ahmereen Reza              | 6 580                   | 14,18                   |
|                            | UKIP                                   | Mohammed Khan              | 1 016                   | 2,19                    |
|                            | Lib Dem                                | Phil Bennion               | 805                     | 1,74                    |
|                            | Verdi                                  | Clare Thomas               | 387                     | 0,83                    |
|                            |                                        |                            |                         |                         |
| Iscritti                   | Iscritti                               | Iscritti                   | 75 683                  | 100,00                  |
| ↳ Votanti (% su iscritti)  | ↳ Votanti (% su iscritti)              | ↳ Votanti (% su iscritti)  | 46 394                  | 61,30                   |
| ↳ Astenuti (% su iscritti) | ↳ Astenuti (% su iscritti)             | ↳ Astenuti (% su iscritti) | 29 289                  | 38,70                   |
|                            |                                        |                            |                         |                         |
|                            | Esito: collegio confermato a Laburista |                            |                         |                         |

| Partito                    | Partito                                | Candidato                  | Risultati 7 maggio 2015 | Risultati 7 maggio 2015 |
| Partito                    | Partito                                | Candidato                  | Voti                    | %                       |
| -------------------------- | -------------------------------------- | -------------------------- | ----------------------- | ----------------------- |
|                            | Laburista                              | Liam Byrne                 | 28 069                  | 68,40                   |
|                            | Conservatore                           | Kieran Mullan              | 4 707                   | 11,47                   |
|                            | UKIP                                   | Albert Duffen              | 4 651                   | 11,33                   |
|                            | Lib Dem                                | Phil Bennion               | 2 624                   | 6,39                    |
|                            | Verdi                                  | Chris Nash                 | 835                     | 2,03                    |
|                            | Comunista                              | Andy Chaffer               | 153                     | 0,37                    |
|                            |                                        |                            |                         |                         |
| Iscritti                   | Iscritti                               | Iscritti                   | 75 300                  | 100,00                  |
| ↳ Votanti (% su iscritti)  | ↳ Votanti (% su iscritti)              | ↳ Votanti (% su iscritti)  | 41 039                  | 54,50                   |
| ↳ Astenuti (% su iscritti) | ↳ Astenuti (% su iscritti)             | ↳ Astenuti (% su iscritti) | 34 261                  | 45,50                   |
|                            |                                        |                            |                         |                         |
|                            | Esito: collegio confermato a Laburista |                            |                         |                         |

| Partito                    | Partito                                | Candidato                  | Risultati 6 maggio 2010 | Risultati 6 maggio 2010 |
| Partito                    | Partito                                | Candidato                  | Voti                    | %                       |
| -------------------------- | -------------------------------------- | -------------------------- | ----------------------- | ----------------------- |
|                            | Laburista                              | Liam Byrne                 | 22 077                  | 51,98                   |
|                            | Lib Dem                                | Tariq Khan                 | 11 775                  | 27,72                   |
|                            | Conservatore                           | Shailesh Parekh            | 4 936                   | 11,62                   |
|                            | BNP                                    | Richard Lumby              | 2 333                   | 5,49                    |
|                            | UKIP                                   | Waheed Rafiq               | 714                     | 1,68                    |
|                            | Social Democratico                     | Peter Johnson              | 637                     | 1,50                    |
|                            |                                        |                            |                         |                         |
| Iscritti                   | Iscritti                               | Iscritti                   | 75 038                  | 100,00                  |
| ↳ Votanti (% su iscritti)  | ↳ Votanti (% su iscritti)              | ↳ Votanti (% su iscritti)  | 42 472                  | 56,60                   |
| ↳ Astenuti (% su iscritti) | ↳ Astenuti (% su iscritti)             | ↳ Astenuti (% su iscritti) | 32 566                  | 43,40                   |
|                            |                                        |                            |                         |                         |
|                            | Esito: collegio confermato a Laburista |                            |                         |                         |

### Elezioni negli anni 2000
| Partito                    | Partito                                | Candidato                  | Risultati 5 maggio 2005 | Risultati 5 maggio 2005 |
| Partito                    | Partito                                | Candidato                  | Voti                    | %                       |
| -------------------------- | -------------------------------------- | -------------------------- | ----------------------- | ----------------------- |
|                            | Laburista                              | Liam Byrne                 | 13 822                  | 48,64                   |
|                            | Lib Dem                                | Nicola S. Davies           | 8 373                   | 29,46                   |
|                            | Conservatore                           | Deborah H. Thomas          | 3 768                   | 13,26                   |
|                            | BNP                                    | Denis H. Adams             | 1 445                   | 5,08                    |
|                            | UKIP                                   | Adrian D. Duffen           | 680                     | 2,39                    |
|                            | Peace and Progress                     | Azmat Begg                 | 329                     | 1,16                    |
|                            |                                        |                            |                         |                         |
| Iscritti                   | Iscritti                               | Iscritti                   | 53 922                  | 100,00                  |
| ↳ Votanti (% su iscritti)  | ↳ Votanti (% su iscritti)              | ↳ Votanti (% su iscritti)  | 28 417                  | 52,70                   |
| ↳ Astenuti (% su iscritti) | ↳ Astenuti (% su iscritti)             | ↳ Astenuti (% su iscritti) | 25 505                  | 47,30                   |
|                            |                                        |                            |                         |                         |
|                            | Esito: collegio confermato a Laburista |                            |                         |                         |

| Partito                    | Partito                                | Candidato                  | Risultati 22 giugno 2004 | Risultati 22 giugno 2004 |
| Partito                    | Partito                                | Candidato                  | Voti                     | %                        |
| -------------------------- | -------------------------------------- | -------------------------- | ------------------------ | ------------------------ |
|                            | Laburista                              | Liam Byrne                 | 7 451                    | 36,45                    |
|                            | Lib Dem                                | Nicola Davies              | 6 991                    | 34,20                    |
|                            | Conservatore                           | Stephen Eyre               | 3 543                    | 17,33                    |
|                            | Respect                                | John Rees                  | 1 282                    | 6,27                     |
|                            | Fronte Nazionale                       | Jim Starkey                | 805                      | 3,94                     |
|                            | Democratici                            | Mark Wheatley              | 277                      | 1,36                     |
|                            | Cristiano                              | George Hargreaves          | 90                       | 0,44                     |
|                            |                                        |                            |                          |                          |
| Iscritti                   | Iscritti                               | Iscritti                   | 53 928                   | 100,00                   |
| ↳ Votanti (% su iscritti)  | ↳ Votanti (% su iscritti)              | ↳ Votanti (% su iscritti)  | 20 439                   | 37,90                    |
| ↳ Astenuti (% su iscritti) | ↳ Astenuti (% su iscritti)             | ↳ Astenuti (% su iscritti) | 33 489                   | 62,10                    |
|                            |                                        |                            |                          |                          |
|                            | Esito: collegio confermato a Laburista |                            |                          |                          |

| Partito                    | Partito                                | Candidato                  | Risultati 7 giugno 2001 | Risultati 7 giugno 2001 |
| Partito                    | Partito                                | Candidato                  | Voti                    | %                       |
| -------------------------- | -------------------------------------- | -------------------------- | ----------------------- | ----------------------- |
|                            | Laburista                              | Terry Davis                | 16 901                  | 63,86                   |
|                            | Conservatore                           | Debbie Lewis               | 5 283                   | 19,96                   |
|                            | Lib Dem                                | Charles Dow                | 2 147                   | 8,11                    |
|                            | BNP                                    | Lee Windridge              | 889                     | 3,36                    |
|                            | People's Justice                       | Perwaz Hussain             | 561                     | 2,12                    |
|                            | Laburista Socialista                   | Dennis Cridge              | 284                     | 1,07                    |
|                            | UKIP                                   | Harvey Vivian              | 275                     | 1,04                    |
|                            | Muslim Party                           | Ayub Khan                  | 125                     | 0,47                    |
|                            |                                        |                            |                         |                         |
| Iscritti                   | Iscritti                               | Iscritti                   | 55 250                  | 100,00                  |
| ↳ Votanti (% su iscritti)  | ↳ Votanti (% su iscritti)              | ↳ Votanti (% su iscritti)  | 26 465                  | 47,90                   |
| ↳ Astenuti (% su iscritti) | ↳ Astenuti (% su iscritti)             | ↳ Astenuti (% su iscritti) | 28 785                  | 52,10                   |
|                            |                                        |                            |                         |                         |
|                            | Esito: collegio confermato a Laburista |                            |                         |                         |

## Risultati dei referendum

### Referendum sulla permanenza del Regno Unito nell'Unione europea del 2016
|             | Collegio              | Lasciare UE % | Rimanere in UE % |
| ----------- | --------------------- | ------------- | ---------------- |
|             | Birmingham Hodge Hill | 51,5%         | 48,5%            |
| Inghilterra | 53,3%                 | 46,7%         |                  |
| Regno Unito | 51,9%                 | 48,1%         |                  |